# Schéma de soi
Le schéma de soi est un concept que la psychologue américaine Hazel Rose Markus (en) a développé en 1977 afin de rendre compte du besoin des individus de sélectionner et d'organiser les informations à propos de soi. Les schémas de soi évoluent dans le temps et influencent la motivation de l'individu. Ils vont également influencer la mémoire de celui-ci. Plus précisément, les schémas de soi facilitent la mémorisation de certaines informations concernant les caractéristiques personnelles des autres individus.
Les schémas de soi ont aussi d'autres implications, ils influencent le temps que l'individu prend pour intégrer une information et ils influencent également son comportement ainsi que l'estime qu'il a pour lui-même. Les schémas de soi diffèrent également selon les cultures. Le fait d'appartenir à une culture dite « individualiste » ou « collectiviste », influence la conception qu'un individu aura de lui-même et des autres. Ils diffèrent également selon le genre de l'individu.
Le schéma de soi peut aussi se trouver sous le terme de « théorie de soi ». Il importe de ne le pas confondre avec le concept des possibles « soi » (« possible self ») qui sont des « soi » que l'individu imagine pour son futur. Il existe également un concept proche des schémas de soi appelé « concept de soi » dont la théorie recoupe quelques fois celle des schémas de soi.
Le schéma de soi est un concept de psychologie sociale, appartenant plus particulièrement au domaine de la cognition sociale.

## Historique
Avant que Hazel Markus parle des schémas de soi, toute une littérature existait déjà sur le concept de schéma en psychologie cognitive. Frederick Bartlett a d'ailleurs peut-être été le premier à décrire les schémas dans son ouvrage « Remembering » sorti en 1932. Il y décrit la mémoire ainsi que la manière dont nous organisons les informations et les expériences en des structures cognitives facilitant ainsi notre compréhension et nous indiquant la manière dont nous devons nous comporter. Plus tard, Jerome Bruner explique en 1957 la façon dont les individus emploient leurs connaissances pour organiser et interpréter les nouvelles informations. En 1932, Jean Piaget a mis en évidence le même phénomène au cours du développement de l'enfant. Tous ces chercheurs ont démontré que nous assimilons de nouvelles informations à des modèles préexistants, issus de l'expérience passée.
Au cours des années 60 et 70 eut lieu la révolution cognitive. Des chercheurs supposent que les schémas ont une implication au niveau de la mémoire. Cette dernière filtre l'information en fonction de sa pertinence. Ainsi, l'information est mieux retenue lorsqu'elle l'est autour d'une thématique ; autrement dit, lorsque l'information est reliée à un schéma préexistant, elle est plus facilement intégrée. À la fin des années 1970, les psychologues sociaux ont commencé à percevoir comment les schémas facilitent le traitement de l'information. En effet, ceux-ci permettent entre autres d’accélérer le traitement de l'information. Nous allons donc reconnaître plus rapidement certains mots s'ils sont associés à l'un de nos schémas.
Hazel Markus a commencé à parler des schémas de soi dans une étude menée en 1977. Cette étude lui a permis de mettre en évidence l’existence d’un schéma de soi portant sur la dimension dépendance versus indépendance. Elle a différencié trois catégories de personnes : indépendantes, dépendantes et « aschématiques », c’est-à-dire, sans schéma pour cette dimension particulière. Elle a ainsi pu montrer l’impact du schéma de soi sur la sélection, l’interprétation et le traitement de l’information à propos de soi. Par exemple, les individus qui se décrivent « indépendants » ont sélectionné davantage d'adjectifs d’indépendance afin de se décrire. Dans l’étude, ces personnes sont aussi capables de fournir davantage d’exemples de comportements indépendants qu'ils ont eus dans le passé, et résistent aux informations contredisant cette dimension d'eux-mêmes. Un pattern identique de résultat a été trouvé pour les personnes qui se disent « dépendantes ». Chez les individus « aschématiques », les éléments indépendants ou dépendants ne diffèrent pas. Selon l'auteure, ils ne catégorisent pas leur comportement comme indépendant ou dépendant car cette dimension aurait peu d’importance pour eux.
Un ensemble d'études abordant les schémas de soi ont ensuite vu le jour. Markus a continué ses travaux abordant divers aspects de ceux-ci allant de l'influence culturelle jusqu'aux différences de genre.

## Définition
Les schémas de soi se définissent comme « des généralisations de connaissances sur soi issues de l'expérience passée qui organisent et guident le traitement de l'information relatif à soi qu'apportent les expériences sociales ». Ils ont une double fonction : d'une part, ils contiennent l'information en mémoire ; d'autre part, ils agissent comme un processus aidant le traitement de l'information. Les schémas nous aident à focaliser notre attention, ils filtrent l'information à entreposer en mémoire, la simplifient quand nous en sommes submergés et comblent les vides lorsque l'information est manquante. Nous avons un nombre incalculable de schémas, que ce soit sur des objets sociaux ou des événements. Les schémas de soi occuperaient donc une place importante au sein du fonctionnement des individus et influenceraient grandement la manière dont un individu se percevrait, ainsi que son environnement.
Comme nous l'avons déjà mentionné, la théorie des schémas de soi est proche d'une autre notion, le concept de soi. D'après Markus, le concept de soi est composé de l'ensemble des schémas de soi d'un individu. De cela se dégage un prototype de soi qui correspond aux perceptions que la personne a habituellement d'elle-même. L'introspection, l'observation des réactions des autres, l'observation de son propre comportement et la comparaison sociale forme le concept de soi. Il s'agit de l'ensemble des connaissances, des perceptions, des croyances qu'une personne possède sur elle-même, et qu'elle acquiert au cours de son expérience sociale. Les schémas de soi et le concept de soi sont des notions imbriquées l'une dans l'autre, c'est pourquoi il est difficile de les différencier. Les schémas de soi sont une façon particulière de voir et d'opérationnaliser le concept de soi. Ils sont les dimensions que l'on considère importantes, celles qui nous définissent (« je suis quelqu'un d'extraverti ») et celles qui ne nous définissent pas du tout (« je ne suis pas du tout égoïste »). Néanmoins, les schémas de soi n'englobent pas toute la notion du concept de soi et il est donc utile de faire le lien entre ces deux notions. De plus, certains chercheurs n'admettent pas l'existence des schémas de soi.

## Développement

### Développement du «moi»
Les schémas de soi se forment au travers de l'expérience sociale. Ce phénomène se fait progressivement au cours du développement de l'enfant. Pour ce faire, chaque enfant passe par différents stades de développement du « moi » au cours desquels une nouvelle conception du moi vient compléter et s'ajouter à celles déjà acquises par l'enfant. Cela commence à la naissance, où il ne peut pas encore distinguer son environnement de lui-même, et se termine à environ 12 ans lorsqu'il devient un individu ayant conscience de lui-même ainsi que de sa participation à la vie sociale. L’enfant apprend à se connaître au travers des nombreuses interactions sociales du quotidien.
Vers deux mois, le bébé commence à se rendre compte qu’il peut agir sur son environnement. Le moi subjectif (ou moi existentiel) se développe et consiste en « la compréhension qu’acquiert le nourrisson d’être une personne distincte qui existe dans le temps et dans l’espace et qui peut agir sur son environnement ». Entre 8 et 12 mois, il acquiert la notion de la permanence de l’objet et son moi subjectif est alors complètement formé.
Vers le milieu de sa deuxième année, l’enfant comprend qu’il fait partie de ce monde ce qui lui permet de se placer lui-même dans une catégorie. À l'âge de 18 mois, il parvient à enlever une tache rouge qu'on lui a mise sur le nez quand il est face à un miroir ; ce qui montre que l'enfant arrive à se reconnaître. Il acquiert peu à peu son moi objectif (ou moi catégoriel). Il s'agit de « la conscience qu’acquiert le nourrisson d’être un objet pourvu de propriétés particulières, comme son sexe, ses traits physiques ou ses qualités ou ses défauts ». Il commence ainsi à se désigner par son prénom et vers la fin de sa deuxième année il peut dire s’il est un garçon ou une fille. Son schéma de soi est encore très incomplet mais il construit petit à petit une image de lui-même. Cette ébauche de schéma influence déjà tout de même ses choix, module l’interprétation de ses expériences et ainsi renforce le modèle interne existant.
Au cours des années suivantes, le développement du moi se poursuit. Entre deux et six ans plus particulièrement, l'enfant développe le moi social. Le moi objectif reste encore très concret et se focalise essentiellement sur des caractéristiques visibles. La catégorisation est encore assez limitée et simple. Cependant, l’enfant réalise de plus en plus qu’il est un acteur social. À deux ans, il a déjà intégré tout une série de scénarios sociaux dans lesquels il joue des routines ou des interactions avec autrui. Il commence à saisir le rôle qu’il joue dans ces scénarios et comprend progressivement la place qu’il a au sein des rôles sociaux et familiaux.
Plus tard, entre 6 et 12 ans, le moi psychologique se développe. Il s’agit de la « compréhension du fait que les traits internes de la personnalité sont stables ». La définition du soi devient plus abstraite. Elle est de plus en plus complexe, plus relative (comparaison sociale) et dépend moins des trais externes que des traits internes, elle est plus orientée sur les idées. La vision de soi est plus stable et prend une perspective plus générale, une vision d'ensemble. Nous voyons donc comment, tout le long de notre enfance, les schémas de soi se constituent et se développe sous la forme que Hazel Markus a développée.

### Élaboration du schéma de soi
Comme nous venons de le voir lors du développement du moi, l'enfant prend peu à peu conscience de son environnement et de la place qu'il occupe en tant qu'individu. Afin d'élaborer un schéma de soi, les individus ont besoin d'un certain nombre d'informations qu'ils pourront acquérir au travers de l'introspection, l'auto-observation, l'observation des réactions des autres ainsi que de la comparaison sociale. Vers l'âge de 2 ans il aura développé une conscience de sa propre existence. Il peut alors se différencier pleinement des individus qui l'entourent et développer un moi qui lui est propre. C'est ce que Baumeister appelle la « conscience réflexive ». Cette conscience nous permet de réfléchir sur notre propre existence, mais elle n'est pas suffisante. Nous nous construisons également en miroir par rapport à ce que les autres pensent de nous. Selon Charles Horton Cooley, les réactions des autres sont un des principaux fondements de notre concept de soi. Cependant, ce n'est pas toujours ce que les autres pensent de nous qui construit notre concept de soi mais plutôt ce que nous croyons que les autres pensent de nous. En effet, toutes les informations que nous recevons des autres ne sont pas forcément traitées ; nous sélectionnons celles qui nous semblent les plus pertinentes et nous nous les réapproprions à notre manière. De plus, nous avons tendance à observer nos propres comportements et en tirer des conclusions sur notre fonctionnement. Il s'agit de la théorie de la perception de soi développée par Darryl Bem.
Enfin, les jugements que nous émettons sur nous-mêmes supposent que nous nous référions à une norme : les autres. Léon Festinger parle de la théorie de la comparaison sociale pour décrire la manière dont, en l'absence de normes objectives, nous nous comparons aux autres pour déterminer et évaluer nos caractéristiques. Cela dépend évidemment fortement de la culture et de l'époque auxquelles appartient l'individu. La comparaison sociale nous permet à la fois de nous distinguer des autres et de nous situer dans la collectivité à laquelle nous appartenons.

## Contenus
Les schémas de soi se développent dès l'enfance en fonction de notre environnement familial et culturel. Ils organisent l'information nous concernant selon des dimensions qui influencent nos décisions, nos jugements, nos inférences ou encore les prédictions que nous faisons à propos de soi. Les schémas de soi peuvent se développer selon une multitude de dimensions. Prenons l'exemple d'un individu qui pense qu'il est très timide ; cette caractéristique sera un élément important de son schéma. Les individus dont un aspect important de leur schéma de soi est la timidité seront dits « schématiques » sur cette dimension tandis qu'une personne pour laquelle ça n'a pas d'importance sera « aschématique » sur celle-ci. Ainsi, les individus peuvent fortement différer dans le contenu et dans l'organisation de leur schéma de soi. Certaines personnes peuvent trouver que leur créativité est une partie extrêmement importante d'eux-mêmes tandis que d'autres se définiront totalement différemment et seront complètement indifférents (ou « aschématique ») sur la dimension créativité. De plus, les schémas de soi les plus saillants vont influencer la manière dont un individu agit en société ainsi que les situations dans lesquelles il va plus s'impliquer . Si nous reprenons l'exemple de la personne créative — sachant que ce trait constitue une dimension importante de son schéma —, elle aura plus tendance à se mettre dans des situations qui lui permettent d'exprimer cette créativité (travail en lien avec l'Art, hobby créatif, etc.).
D'un autre côté, il existe également des schémas qui se développent de manière universelle. En effet, certains schémas sont particulièrement utiles pour l'identification de chacun au sein de notre société et sont donc développés par tous les individus. Bien sûr, même quand il s'agit de schémas universels, chacun les développe plus ou moins selon l'importance qu'ils prennent pour eux. Le sexe de la personne est un bon exemple de ce type de schéma. Dès l'âge de trois ans, chacun sait se différencier selon son sexe et agit en fonction de celui-ci. Par la suite, seulement les personnes pour qui ce schéma prend une certaine importance au sein du soi, développeront un schéma du genre plus complexe et complet. Il existe donc bien des différences interpersonnelles même si nous pouvons constater que chaque individu dispose de la même « base » de schéma universel.
Selon certains auteurs, le contenu des schémas de soi est essentiellement composé de traits de personnalité  comme la générosité, l'intelligence ou l'altruisme. Cependant ce point de vue n'est pas partagé par tous ; pour d'autres chercheurs, les schémas de soi comprennent le travail, la position sociale, en plus des traits de personnalité.

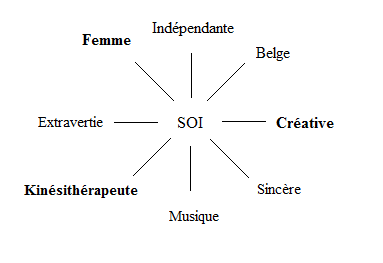
Exemple de schéma de soi d'une femme pour qui la créativité et le métier sont des dimensions importantes.

Certains schémas de soi sont permanents, d'autres changent en fonction du contexte. On peut ainsi les diviser en deux catégories : les représentations cognitives spécifiques et les représentations cognitives générales. Les premières concernent des événements dans lesquels l'individu a été personnellement impliqué tandis que les secondes prennent naissance dans les catégorisations répétitives du quotidien. Les dimensions dominantes du schéma de soi sont celles qui ont un rôle décisif dans la définition de soi à un instant donné. Celles-ci peuvent être en fonction des éléments dus à la situation, dus à des dispositions personnelles ou les deux. Par ailleurs, comme les individus ont tendance à vivre les mêmes expériences, leur schéma de soi devient de plus en plus résistant aux informations contradictoires. Les comportements des individus présentent ainsi certaine consistance. Ainsi, il existe des éléments dans le schéma de soi plus circonstanciels alors que d'autres seraient plus constants.

## Rôles dans le traitement de l'information
Les schémas de soi influencent la manière dont un individu va traiter l'information qui l'entoure. Ils permettent aux individus de résumer leurs comportements passés afin d'avoir une meilleure compréhension de leurs expériences sociales ainsi que d'organiser un large éventail d'informations par rapport à eux-mêmes. Un schéma est une structure cognitive de connaissances et un cadre systématique de référence qui participe à l'interprétation de l'information lors de son traitement et qui permettent de combler des manques d'informations ou d'interpréter des séquences complexes d’événements.
Un schéma de soi peut agir comme une sorte de filtre qui influence la perception. On peut également parler de mécanisme sélectif. Les schémas de soi influencent le stockage mais également l'accessibilité de l'information une fois que celle-ci est en mémoire.

### Rôle dans le stockage de l'information
Les schémas de soi permettent d'intégrer de nouvelles informations en agissant comme un filtre. En effet, ils permettent de traiter l'information concernant le soi plus facilement et résistent aux nouvelles informations contredisant les schémas préexistant. Par ailleurs, nous nous mettons fréquemment dans des situations qui confirment nos schémas de soi déjà existants. Par exemple, une personne qui se considère comme extravertie traitera toutes les informations inverses comme non pertinentes. Elle aura aussi tendance à se mettre dans des situations qui confirment son extraversion. Les schémas de soi influencent donc la rentrée et la sortie des informations à propos de soi. Il s'agit d'un mécanisme sélectif qui détermine comment l'information est traitée et structurée et quelle est son importance. En effet, toutes les perceptions que nous avons de nous-même ne sont pas aussi importantes. L'évaluation que nous faisons dépend de la centralité de l'information, c'est-à-dire l'importance dans la définition de soi.

#### Effet d'autoréférence
L'effet d'autoréférence est un « biais menant l'individu à remarquer et à retenir particulièrement l'information qui se rapporte à lui-même ». Nous avons tendance à rattacher les nouvelles informations que nous intégrons à notre propre personne. De plus, si vous voulez vous souvenir d'une information, le meilleur moyen est de l'associer à votre expérience personnelle. En marketing, le biais d'autoréférence est utilisé afin de favoriser la mémorisation de la marque dans les publicités.
Une étude de Rogers, Kuiper et Kirker a démontré que l'autoréférence facilite la mémorisation. Les participants devaient lire et retenir le plus de mots possible d'une liste. Les chercheurs ont demandé à un groupe de retenir les mots grâce à leur sonorité, à un autre de faire attention à la sémantique des mots tandis que le dernier groupe a dû se concentrer sur les aspects autoréférentiels. Ce sont ces derniers qui ont le mieux retenu les mots de la liste. Une autre recherche  indique que nous nous rappelons mieux des mots qui ont un lien direct avec nous que ceux qui n'en ont pas. D'autres auteurs ont démontré que les informations rapportant aux soi ne sont pas seulement les mieux retenues mais c'est le cas aussi de celles se rapportant à nos proches.

### Rôle dans l'accessibilité de l'information
Les schémas de soi ont aussi une influence sur la mémoire et sur son accessibilité. Ils rendent l'information relative au soi plus accessibles. Il est en effet plus facile de trouver des comportements passés qui confirment notre schéma de soi, par exemple une personne décrite comme ayant un schéma de soi féminin va plus facilement se souvenir d’attributs féminins que masculins. Comme expliqué ci-dessus, les informations présentes dans les schémas de soi ont chacun une importance différente pour l'individu. Si elle est centrale, l'information sera probablement mieux élaborée et ainsi plus accessible en mémoire. Elle aura également un plus gros impact sur notre comportement.

## Schéma de soi et motivation
Les schémas de soi ont également une influence sur la motivation. En effet, nos schémas vont nous pousser à agir de certaines façons afin de les confirmer ou de se trouver dans des situations qui les confirment. Ainsi, les schémas nous aident à maintenir une certaine cohérence de soi et ont également un lien avec l'estime personnelle.

### Cohérence de soi
La cohérence de soi peut être vue comme le fait d'avoir un soi stable. Le fait d'avoir un soi stable est rassurant, cela donne un sentiment de maîtrise et de prévisibilité. Cela permet d'avoir l'impression de mieux nous comprendre et de mieux comprendre les autres. C'est pourquoi, les schémas de soi agissent comme des filtres qui sélectionne et déforme les informations qui nous entourent, en concordance avec notre vision de nous-même. Il semble que l'individu juge les nouvelles informations qu'il reçoit en fonction des croyances qu'il possède déjà et d'autant plus si celles-ci ont une valeur émotionnelle. Une étude montre que lorsque les croyances d'une personne sont modifiées, elle croit qu'elle a toujours pensé ainsi alors que ce n'est pas le cas.
Ainsi, une incohérence entre son schéma de soi et les rétroactions reçues peut créer une tension interne et ainsi, motiver l'individu à modifier son comportement ou sa perception de la réalité dans le but de rétablir sa cohérence. Nous avons également tendance à vérifier que la perception que les autres ont à notre égard correspond bien à notre vision. Parfois, nous essayons même de susciter chez l'autre des réactions qui confirmeraient notre perception de nous-même. Ceci est appelé la « vérification de soi » (self-verification). La recherche d'une confirmation de soi peut aussi concerner des éléments négatifs de nous-même, surtout quand une personne n'a pas une vision favorable d'elle-même. Il arriverait donc que des personnes préfèrent avoir un concept d'eux-mêmes stable plutôt que positif. Ceci est expliqué par le besoin d'avoir une vision de nous cohérente. Nous n'apprécions pas nous voir comme des êtres fractionnés et instables.

### Estime de soi
Une recherche excessive de cohérence aux dépens de la réalité peut finir par être parfois nuisible pour la personne car elle ne pourra plus s'adapter à de nouvelles situations. Ainsi, si la personne a une image négative d'elle-même, elle aura tendance à la maintenir malgré tous les indices contradictoires qui pourront être donnés. Par souci de cohérence interne, un individu ayant une mauvaise image de lui pourra perpétuellement chercher à la préserver. Ceci est un phénomène qui pourrait être présent chez les personnes dépressives. De plus, il semblerait que des faits qui entrent en contradiction avec notre image de soi peuvent nous amener à développer des troubles psychiques même lorsque les événements sont positifs.
Néanmoins, le fait de maintenir un schéma de soi stable permet généralement de conserver une bonne estime de soi. Celle-ci dépend fortement des schémas de soi activés et du degré de performance dans les domaines concernés par les schémas. En effet, même s'ils ont tendance à vouloir un schéma de soi cohérent, les individus ont également tendance à focaliser leur schéma de soi sur les aspects de leur vie dans lesquels ils ont du succès afin de préserver une bonne estime de soi. Par exemple, si un élève est mauvais en mathématiques mais bon en français, il aura plus tendance à focaliser son schéma sur le français que sur les maths et dira que les mathématiques ne sont pas quelque chose d'important pour lui, contrairement au français. Ainsi, l'estime de soi est préservée grâce au fait qu'une importance plus grande est apportée aux domaines où il y a une plus grande chance de succès. (La cohérence permet généralement de maintenir une image positive de soi en accentuant les caractéristiques positives et en atténuant les négatives.) À travers cette « mise en valeur de soi » (self-enhancement), nous nous comparons positivement aux personnes que nous considérons inférieures.
Il est possible qu'il y ait une dissonance entre la vérification de soi et la mise en valeur de soi, entre le cognitif et l'affectif. Il semblerait également qu'il existe une différence interindividuelle sur la manière de gérer cette dissonance et sur la préférence entre la vérification et la mise en valeur de soi.
Par ailleurs, nous avons tous une sorte de soi idéal auquel nous voulons arriver, nous avons une motivation à évoluer et plus particulièrement à tendre de notre soi actuel vers notre soi idéal. Ainsi, nous modifions nos comportements afin d'atteindre cet objectif. Lorsque l'écart entre ce que l'on perçoit être et ce que l'on désire être est faible, l'individu a généralement une plus grande estime de soi.

## Schéma de soi et culture
La culture a une grande influence sur l'importance donnée à certaines dimensions du schéma de soi. Au travers des valeurs culturelles diffusées dans les différentes sociétés, certaines dimensions sont plus valorisées que d'autres. On peut voir par exemple qu'il existe aux États-Unis et au Canada, une tentative de réduire les distinctions raciales. Ainsi, dans les écoles, les enseignants éviteront de demander aux élèves de former des rangées selon leur couleur de peau. Par contre, il n'y aura aucun souci pour leur demander de se ranger selon leur sexe . Une des plus grandes distinctions qui peut être fait entre les cultures concerne la conception indépendante ou interdépendante du soi.

### Soi interdépendant et soi indépendant
Hazel Rose Markus et Shinobu Kitayama ont développé en 1991 la théorie culturelle du soi qui suppose que le schéma de soi des individus serait plus interdépendant ou plus indépendant selon la culture à laquelle ils appartiennent. Cette théorie se base principalement sur la distinction entre les cultures collectivistes et les cultures individualistes faite par Geert Hofstede. Les cultures individualistes sont principalement représentées par les pays occidentaux tandis que les pays collectivistes comporteraient la majorité des pays non occidentaux. Comme leur nom le laisse penser, les cultures collectivistes ont plus tendance à se focaliser sur le groupe, un individu ne va donc pas forcément être défini en fonction de ses caractéristiques personnelles mais plutôt en fonction des groupes auxquels il appartient (famille, amis, travail et position dans la société). Selon Geert Hofstede, « le collectivisme caractérise les sociétés dans lesquelles les personnes sont intégrées, dès leur naissance, dans des groupes forts et soudés qui continuent de les protéger tout au long de leur vie, en échange d'une loyauté indéfectible ». Inversement, une culture individualiste va plutôt se baser sur l'individu directement (caractéristiques physiques, traits de personnalités) plutôt que sur son groupe d'appartenance. Toujours d'après le même auteur, « l'individualisme caractérise les sociétés dans lesquelles les liens entre personnes sont lâches ; chacun doit se prendre en charge ». Ces différences culturelles influencent la psychologie d'un individu, c'est-à-dire sa personnalité, son raisonnement ainsi que sa manière de percevoir le monde et lui-même.
Pour Markus et Kitayama, la culture influence la psychologie des individus et plus particulièrement comment les individus se représentent leur identité. Une étude menée par Vaunn Ma et Thomas Schoeneman, montre que des Kenyans rapportent beaucoup plus leurs appartenances et leurs rôles sociaux (par exemple « Je suis la mère de… ») pour se décrire que des traits personnels (« Je suis timide »). Les résultats inverses ont été trouvés chez les américains, ils utilisent plus des traits personnels comme des traits de personnalité. Les Kenyans et les Américains paraissent donc penser de manières considérablement différentes. Néanmoins, une partie des Kenyans, les étudiants de Naibori, ont répondu de manière similaire aux Américains. Ceux-ci avaient effectivement beaucoup de contacts avec la culture occidentale vu qu'ils fréquentaient un institut d'enseignement relativement occidentalisé.
Il semblerait donc que dans une culture individualiste, le soi est vu comme indépendant, il est perçu comme stable, autonome et séparé des autres. Le soi ne varierait pas en fonction des situations et serait constant tout le long de la vie. L’individualité est renforcée par la focalisation sur des attributs internes positifs démontrant que chacun est unique et autosuffisant. Il est important que les individus prennent leur place et assouvissent leurs désirs. C’est ce que Markus et Kitayama ont appelé le soi indépendant.

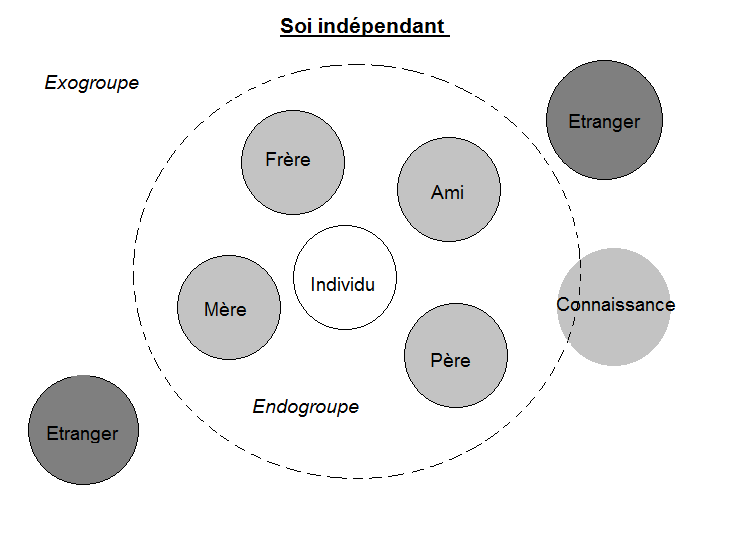
Conception indépendante du soi.

Inversement, dans les cultures collectivistes, le soi est vu comme étant très lié aux sois des autres et fait référence aux relations dans lesquelles l'individu prend part. Il n'est pas vu comme une entité séparée des autres et l'individu portent une grande attention au contexte social. Les relations sont définies par des rôles sociaux déterminant la façon dont les individus se sentent et se comportent les uns avec les autres. Les auteurs parlent de la vision interdépendante du moi ou de soi interdépendant. Ces deux sois, le soi indépendant et le soi interdépendant, sont deux manières de construire et de définir le soi.

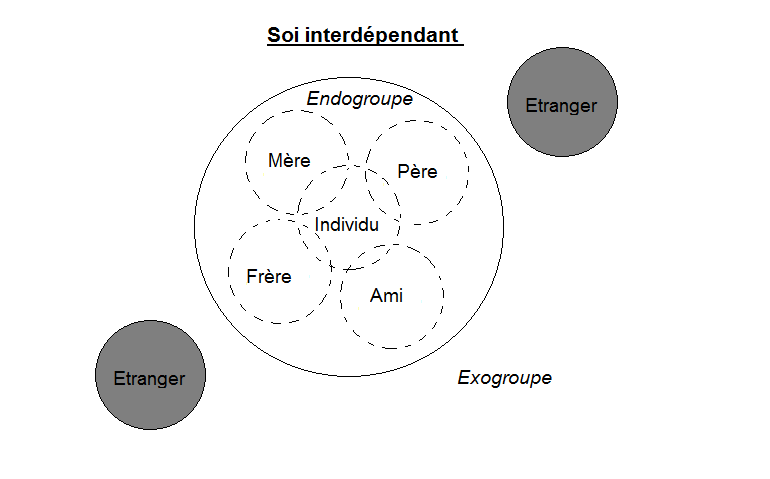
Conception interdépendante du moi.

Ceci aurait donc un impact sur la psychologie des individus et plus particulièrement sur la manière dont ils auraient conscience d'eux-mêmes, sur la manière d'acquérir une estime de soi positive et sur la nécessité d'avoir un Soi relativement cohérent.

#### Conscience de soi
Selon Steven Heine, les individus possédant un soi interdépendant seraient en état de conscience objective plus fréquemment car ils feraient plus attention à la façon dont les autres les perçoivent dans le but de maintenir l'harmonie sociale. La conscience de soi objective est le fait de se voir avec une plus grande objectivité, comme si on se regardait nous-même de l'extérieur. Cette conscience objective peut être provoquée en plaçant la personne devant un miroir ou en lui faisant entendre sa propre voix par exemple. Les personnes ayant une conscience de soi objective, sont des individus ayant un haut niveau de conscience d'eux-mêmes. Au contraire, en occident, les personnes seraient plus dans un état de conscience subjectif, c'est-à-dire dont l'attention est attirée par des stimuli se trouvant en dehors du soi. Une expérience menée par Heine a permis d'illustrer cela en mettant en évidence que les Japonais sont beaucoup plus critique envers eux-mêmes en toutes circonstances car ils ont toujours un niveau de conscience objectif relativement élevé tandis que les Américains arrivent à ce niveau d'autocritique lorsqu'on les met dans un contexte facilitant la prise de conscience objective (devant un miroir par exemple).

#### Estime de soi
La manière d'acquérir une estime de soi positive différerait également en fonction de la culture. Le besoin d'estime de soi est un fait universel mais le moyen d'y parvenir varierait. Une personne possédant un soi indépendant acquérait une estime de soi positive en augmentant son estime de soi personnelle (en revendiquant ces droits, ses besoins et ses intérêts personnels par exemple). Inversement, un individu ayant un soi interdépendant devra utiliser d'autres voies pour augmenter son estime de soi, comme, améliorer son image sociale et être accepté comme un membre à part entière du groupe.

#### Cohérence de soi
Les individus possédant un Soi indépendant percevraient leur soi comme un tout cohérent et tenteraient de diminuer le plus possible les incohérences qu'ils verraient apparaitre. Les personnes ayant un soi interdépendant seraient moins tourmentée par la cohérence de leur soi car elles s'adaptent aux situations sociales auxquelles elles prennent part. Une étude menée par Choi et Choi  montre que les Sud-Coréens ont une grande tendance à être d'accord avec des propositions à propos de leur soi, à première vue incompatibles (par exemple, «Je suis introverti» et «je suis extroverti»). Ceci peut être expliqué par le fait que pour eux, ces caractéristiques varient selon les circonstances et ne sont pas nécessairement des traits de personnalités ancrés à jamais.

## Schéma de soi et genre
Même si tous les individus développent une connaissance du sexe biologique, seulement certains semblent construire un schéma de soi plus complexe à propos du genre. Dans toutes les cultures, il existe une vision de ce que caractérisent les termes « masculinité » et « féminité ». Déjà tout petit, les enfants ont un sentiment d'appartenance au genre féminin ou masculin, correspondant au modèle culturel auquel ils appartiennent. Mais il semblerait que pour certaines personnes, ces réseaux de significations soient plus utilisés pour décrire et évaluer leur soi que pour d'autres. Ainsi, des éléments stéréotypés définissant le genre peuvent être plus saillants et relever d’une plus grande importance pour une personne que pour une autre. Par exemple, pour une personne dont la féminité est une valeur importante, des traits tels que la douceur, la chaleur ou la compréhension seront plus saillants et centraux dans son schéma de soi.

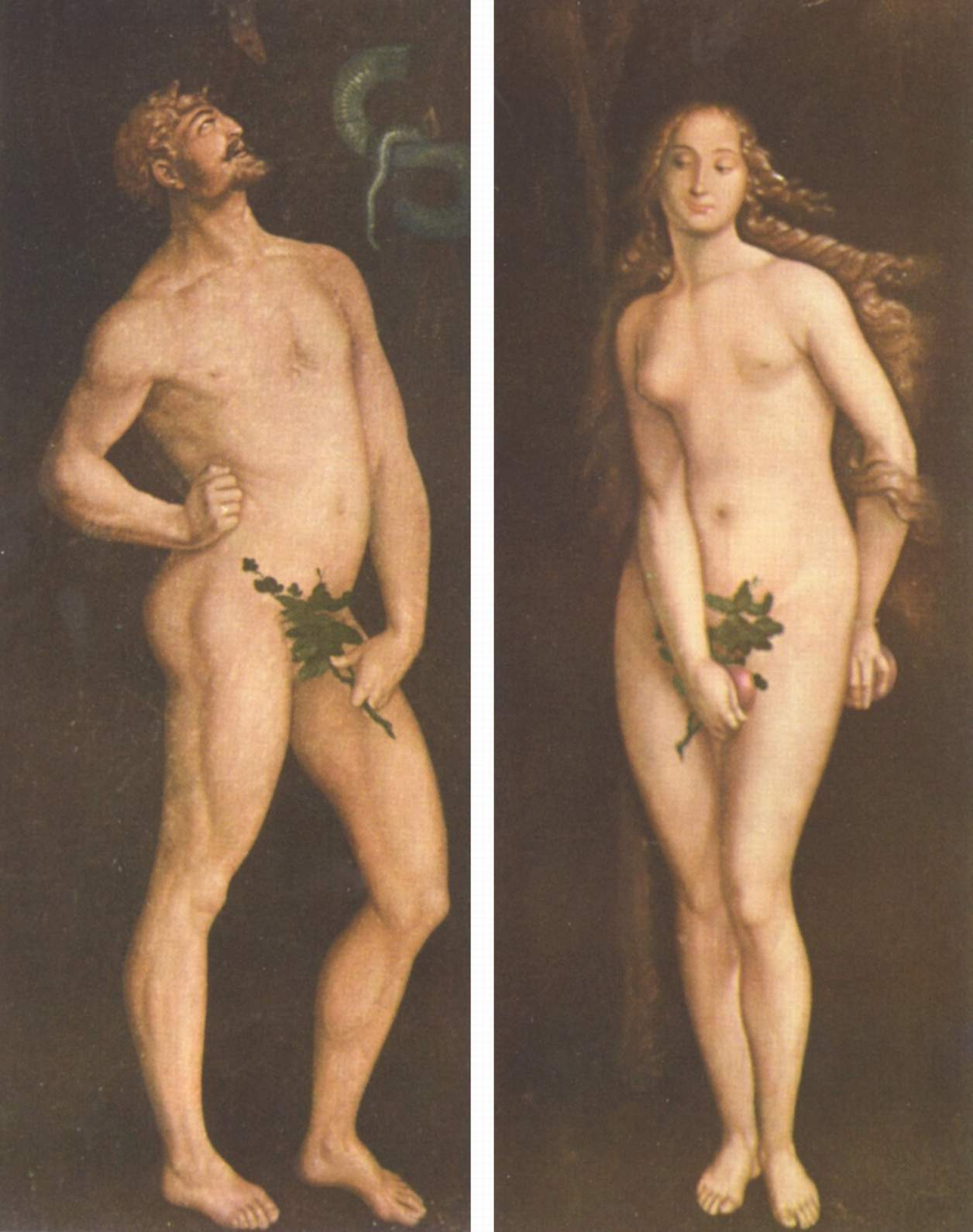
Masculinité versus féminité (Adam et Eve de Hans Baldung, 1526).

Markus a identifié quatre groupes de personnes qui se positionnent différemment sur les dimensions du genre dans leur schéma de soi. Pour ces auteurs, il existe une dimension « masculine », « féminine », « hautement androgyne » (c’est-à-dire des individus aussi bien masculin que féminin) et « peu androgyne » (des individus qui ne se sentent ni masculin, ni féminin).
Des différences au niveau des performances cognitives ont été remarquées entre des personnes étant schématiques sur la dimension masculine, féminine, peu androgyne et très androgyne. Ces schémas ont une influence sur la mémoire et sur le temps pris pour traiter l'information. Les personnes identifiées comme féminines se souviennent de plus d'attributs féminins que masculins dans une tâche où on leur demande de retenir une liste de mots. De plus, elles ont plus de facilité à fournir des exemples concernant un comportement passé féminin que masculin. Les personnes ayant un schéma soi féminin se définissent également comme plus féminines et prennent moins de temps pour identifier des attributs féminins afin se décrire elles-mêmes en comparaison avec d'autres. Elles se sentent plus confiante dans leur jugement quand elles se décrivent comme féminine. Des résultats semblables ont été observés chez les individus ayant un schéma masculin. Par ailleurs, les individus semblent également différer dans la structure de leurs connaissances sur le genre et comment celui-ci est intégré à leur schéma de soi. En effet, la même étude a montré que les personnes ayant un schéma peu androgyne se montraient aschématique sur la dimension « genre ».
Certains chercheurs pensent que les différences entre les hommes et les femmes pourraient s'expliquer par le concept de soi. Par exemple, les femmes se voient comme plus interdépendante dans leur relation que les hommes. Au contraire, ces derniers se définissent de façon plus indépendante. L'agentivité est également un critère important sur lequel les hommes se caractérisent. Ces différences seraient modulées par le contexte social dans lequel elles s'inscrivent. En présence uniquement de personnes du même genre, l'influence du schéma de soi basé sur le genre diminue tandis qu'elle augmente en présence de personnes de genre différent. Donc, si une femme est en présence d'un groupe d'hommes, son schéma de soi impliquant l'interdépendance sera plus saillant. Elle lui accordera également une plus grande importance que dans une situation où elle est entourée uniquement par des femmes. Ceci a donc une implication directe sur le comportement.
Les stéréotypes de genre, c'est-à-dire les croyances à propos des différences de genre pourraient expliquer cela. Ces stéréotypes semblent être partagés par une grande partie des sociétés dans lesquelles ils s'inscrivent. Les caractéristiques différenciant les hommes et les femmes ne sont pas attribuées aux individus mais plutôt à un groupe d'individus spécifiques. Les stéréotypes de genre vont donc avoir une influence sur la formation de schéma de soi portant sur le genre et va ainsi influencer le comportement des individus. Par exemple, de façon stéréotypé, les filles auront tendance à préférer des activités féminines car celles-ci confirmeront leur identité de genre féminine. De plus, la théorie de l'auto-catégorisation expliquerait pourquoi le schéma de soi portant sur le genre est plus ou moins saillant selon les contextes. Selon cette théorie, nous pouvons distinguer deux niveaux de catégorisation : l'identité personnelle et l'identité sociale. Ainsi, il existerait plusieurs manières de se percevoir et l'identité personnelle ne serait pas la manière principale. Le niveau de l'identité auquel nous nous référerons dépendrait de la comparaison que nous effectuons. Lorsque les individus se comparent avec un autre membre de leur groupe, ils se catégoriseraient au niveau d'une identité personnelle. Tandis que s'ils se comparent à un membre d'un autre groupe, l'identité sociale serait plus saillante. Ainsi, si nous pensons aux hommes et aux femmes en termes de groupe, ceux-ci auraient un schéma de soi plus saillant dans une situation où ils sont en présence de personnes de genres différents.